# Serge Menga

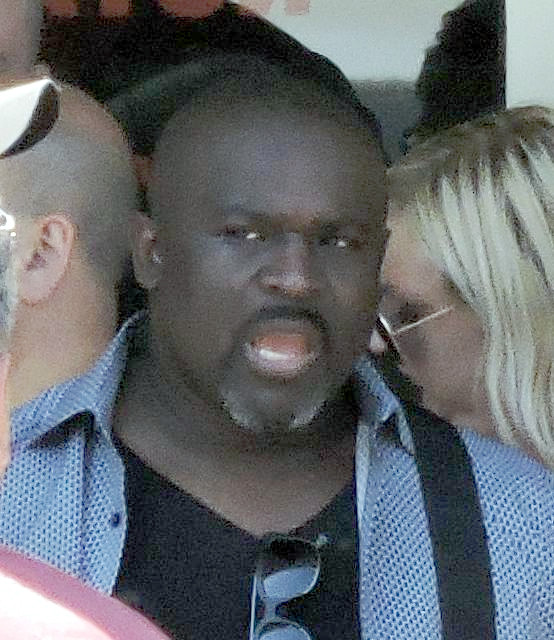
Serge Menga (2018)

Serge Nathan Dashnim Menga Nsibu (geboren 1977 in Kinshasa) ist ein deutscher politischer Aktivist und DJ (Künstlername DJ Nathan Dash) kongolesischer Abstammung. Seine Kritik am Verhalten von Zuwanderern in Deutschland und an der Politik der Bundesregierung im Rahmen der Flüchtlingskrise brachte ihm Aufmerksamkeit von Medien und Politik ein. Seitdem veröffentlicht er regelmäßig Videos im Internet, in denen er seine politische Meinung äußert, und tritt bei Demonstrationen als Redner auf.

## Leben
Im Alter von fünf Jahren zog Menga mit seiner Familie vom Kongo (damals Zaire) nach Europa. Nach Stationen in Frankreich, der Schweiz, Belgien und den Niederlanden kam er mit elf Jahren nach Deutschland. Zwei Jahre später kehrte seine Familie in ihre Heimat zurück, da sein Vater keine berufliche Perspektive für sich sah. Menga selbst wollte jedoch nicht zurück, wurde vom Jugendamt in eine deutsche Pflegefamilie vermittelt und konnte so in Moers bleiben. Er schloss die Schule ab, absolvierte bei der RAG eine Ausbildung zum Energieelektroniker und war einige Jahre als professioneller DJ, dann als Lkw-Fahrer tätig.
Serge Menga ist verheiratet und hat vier Kinder. Er lebt in Essen-Rüttenscheid.

## Politische Aktivitäten
Bekannt wurde Menga, als er auf Facebook ein Video veröffentlichte, das die sexuellen Übergriffe in der Silvesternacht 2015/16 thematisierte und über sieben Millionen Zugriffe verzeichnete. Er hatte an dem Abend als DJ in einem Kölner Club gearbeitet und erst zwei Tage später von den Übergriffen in Köln und anderen deutschen Städten erfahren. Menga erklärte in dem Video, froh zu sein, in Deutschland sein zu dürfen, und kein Verständnis für diejenigen Migranten zu haben, die sich nicht benehmen könnten: „Packt einfach eure Klamotten und geht wieder nach Hause. Dorthin, wo gebombt und misshandelt wird.“ Das Video verbreitete sich viral, in der Folge wurde Menga von verschiedenen großen Medien interviewt.
Nach der Veröffentlichung traf sich Essens Oberbürgermeister Thomas Kufen (CDU) mit Menga, verurteilte die Vorfälle in Köln, forderte eine Stärkung der Prävention in der Kinder- und Jugendarbeit und schlug vor, Menga solle eine Mittlerrolle übernehmen. Einige Tage später lud auch der damalige SPD-Vorsitzende Sigmar Gabriel Menga zu einem Treffen ein.
Nachdem es an Silvester 2016/17 in Köln erneut zu Konfrontationen zwischen der Polizei und gewaltbereiten Zuwanderern gekommen war, verteidigte Menga die Polizei gegen Rassismusvorwürfe und lobte ihr Vorgehen. Im Mai 2017 veröffentlichte er ein weiteres Video, in dem er die Rolle eines kriminellen Asylbewerbers spielte, der den deutschen Rechtsstaat verspottet. Das Video führte zu kontroversen Reaktionen. Einige Nutzer sahen es als bittere Parodie auf die Zustände in Deutschland, andere zeigten sich entsetzt und kritisierten Menga. In einem weiteren Video erklärte er einen Tag später, das erste Video sei eine Provokation gewesen.
Menga tritt seit 2016 als Redner bei Demonstrationen auf, an denen neben Personen aus dem bürgerlichen Spektrum auch Rechte und Rechtsextreme teilnehmen. So nahm er bei Pegida NRW, einer gegen die damalige Bundeskanzlerin Angela Merkel gerichteten Demonstration in Hamburg und einer Demonstration gegen das Netzwerkdurchsetzungsgesetz in Köln teil.

### Parteipolitik
Mitte 2016 stellte Menga einen Aufnahmeantrag bei der Alternative für Deutschland (AfD), wurde jedoch nicht aufgenommen. Der Essener AfD-Vorsitzende Stefan Keuter erklärte, man habe Menga wie in der Partei üblich eine Fördermitgliedschaft angeboten, da man neue Mitglieder zunächst prüfen wolle. Die Hautfarbe habe dabei keine Rolle gespielt. Menga war zuvor ein halbes Jahr CDU-Mitglied gewesen. Während des Bundestagswahlkampfs 2017 trat Menga als Gastredner bei einer AfD-Veranstaltung in Osnabrück auf.
Im Juli 2017 gehörte Menga zu den Gründungsmitgliedern der Kleinstpartei Das Haus Deutschland und wurde ihr Bundesvorsitzender. Im Dezember 2017 verließ er die Partei ohne Angabe von Gründen.

### Wahlen
Menga trat im Mai 2017 als Einzelkandidat bei der Landtagswahl in Nordrhein-Westfalen an und erhielt in seinem Landtagswahlkreis Essen III 0,94 Prozent der Stimmen. Bei der Bundestagswahl im September kandidierte Menga als Einzelkandidat für den Bundestagswahlkreis Essen III und erhielt 0,77 Prozent der Stimmen. Als Demokrat müsse er nun der AfD gratulieren und er hoffe, dass die Partei fortan daran arbeite, eine „ernsthafte Alternative in der Politik zu sein.“